# Plumarella pourtalesii
Plumarella pourtalesii is een zachte koraalsoort uit de familie Primnoidae. De koraalsoort komt uit het geslacht Plumarella. Plumarella pourtalesii werd in 1883 voor het eerst wetenschappelijk beschreven door Verrill. 